# 陳紹儒
陳紹儒（1506年—1581年），字師孔，號洛南，廣東廣州府南海縣人，民籍，明朝政治人物。

## 生平
与從兄陈绍文同登嘉靖十六年丁酉科廣東鄉試舉人，十七年（1538年）联捷戊戌科進士。观政后，给假归省，适母病，昼夜扶侍，没有懈怠。还朝，授户部云南司主事，晋员外郎。转山东司郎中，奉命总理辽东粮储，兼理屯种。与诸将修边备，登陴设守，遂习骑射，射必破的，诸将惊为神，授调山西司，再调云南司，进《會计録》，帝优诏从之。二十九年二月升湖广按察司副使，治郧阳。以考察谪泉州同知，未赴，嘉靖三十一年（1552年）任江西南昌府知府。越五月，擢广西副使，备兵右江，督狼兵援两浙，纪律严明，所过秋毫无犯。转福建右参政，丁内艰，服阕，补任四川，四十一年二月寻转本省按察使。平白莲教之乱，散其党三千馀人。四十二年四月晋广西右布政，丁外艰，起补云南左布政，未赴，隆庆元年（1567年）二月擢顺天府尹。甫六月，本年十一月转太常寺卿。二年七月出为南京刑部右侍郎，三年四月改户部右侍郎，四年七月升左侍郎，总督仓场，五年九月上漕政五事，十一月官至南京工部尚書，六年七月以纠拾致仕，萬曆九年卒，年七十六，有大司空遺稿。
赐葬于南海浔冈，父陈鏊赠太常卿，墓在山左。

## 家族
曾祖陳思賢；祖父陳珙，曾任訓導 贈戶部主事；父陳鏊，曾任八品散官。母湯氏。具庆下。兄绍诗、绍礼、滔、濩、浗、尚志、绍文（贡士）、绍武。弟绍義、河、凖、绍謙、绍献。叔父陳錫，官應天府府尹。
子弘采，蔭歴鎮逺知府。弘乘，國子典籍。孫陳熙韶、陳熙昌，曽孫陳子壯。